# Sulat
Sulat es un municipio filipino de cuarta clase, perteneciente a la provincia de Sámar Oriental, en las Bisayas Orientales.

## Historia
Hacia el año 1865, el lugar, por entonces perteneciente a la provincia de Sámar, tenía contabilizada una población de 4353 habitantes. Aparece descrito en el Estado geográfico, topográfico, estadístico, histórico-religioso, de la santa y apostólica provincia de S. Gregorio Magno (1865) de Félix de Huerta con las siguientes palabras:

SULAT. Seiscientos ochenta y nueve tributos con 3687 almas contaba este pueblo, fundado por los PP. Jesuitas, cuando el año de 1768 nos hicimos cargo de su administracion y se le asignó por primer cura franciscano el R. P. Fr. Melchor Claver. Está situado en los 11° 49' latitud, en una hermosa llanura en la costa E. de la isla, á la derecha de un rio del mismo nombre, sobre la playa de una ensenada muy limpia y segura. Confina por NNO. con el pueblo de Tubig, á cuatro leguas; por S. con el pueblo de Libás, á dos leguas y por O. con los montes centrales de la isla. Disfruta de un clima templado, saludable y muy bien ventilado. Las enfermedades mas dominantes son asmas y erupciones cutáneas. Se abastecen de aguas de varios manantiales y del rio, las cuales son todas de buena calidad. Hay sendas muy penosas para comunicarse por tierra con los pueblos colaterales, aunque generalmente se comunican por agua. El correo se recibe de la cabecera cuando se presenta la ocasion. La iglesia, dedicada á S. Ignacio de Loyola, es de piedra, construida por los PP. Jesuitas y reparada en 1844 por el R. P. Fr. Enrique de Barcelona, quien al mismo tiempo construyó nuevo campanario, un hermoso bautisterio y un cementerio, cercado de piedra, fuera de la poblacion muy bien situado. El convento es tambien de piedra, fuerte y espacioso. Hay un tribunal de tabla y una escuela de primera enseñanza, dotada por las cajas de Comunidad y construida por el citado P. Barcelona: las demás casas, á escepcion de unas diez de tabla, son de caña y nipa, al estilo del pais. Este pueblo tiene una visita llamada Catalaban, situada en una isleta del mismo nombre, al NNE. del pueblo, cuya isleta se halla en la embocadura de la ensenada y en ella hay una ermita dedicada á S. Antonio de Pádua. Además tiene otra visita denominada Meytigbao, situada una legua al N. de la matriz, en la playa sobre la bocana de la referida ensenada y en la que tambien hay una ermita con la advocacion de S. Isidro Labrador. Esta parroquia se halla servida por el R. P. Fr. José Mata, Predicador, de 27 años de edad. El término de este pueblo se estiende de N. á S. como cinco leguas y por O. no tiene límites marcados. Sus montes abundan de buenas maderas de construccion y ebanistería, diversidad de palmas, bejucos, muchas raices alimenticias, cera y caza de toda clase. Por dicho término corren los rios Cayboborao, Sulat y otros arroyos y manantiales cuyas aguas utilizan dle pueblo se halla defendida de todos los vientos menos del E., y en él pueden surgir buques de doscientas toneladas, separándose al embocar como tres millas de la punta S. para zafarse de un bajo que existe junto á dicha punta. En sus costas abunda buen pescado, balate y carey. El terreno cultivao produce bastante arroz y de varias clases, especialmente un arroz negro llamado Mumus, que por lo regular se dá siempre de alimento á los enfermos. Produce tambien muchos cocos, abacá, palauán y camote. Sus naturales se dedican á la agricultura, beneficio del abacá y aceite de coco, á la caza y pesca; y las mugeres al tejido de guinaras, cuyos productos esportan en embarcaciones de su propiedad para la cabecera y para Manila.
(Huerta, 1865, pp. 302-304)

En 2020, tenía censados 15 758 habitantes.